# Екимиха
Екимиха — деревня в Тотемском районе Вологодской области.
Входит в состав Калининского сельского поселения, с точки зрения административно-территориального деления — в Калининский сельсовет.
Расстояние по автодороге до районного центра Тотьмы — 24 км, до центра муниципального образования посёлка Царёва — 1 км.
По переписи 2002 года население — 22 человека (7 мужчин, 15 женщин). Всё население — русские.